# Rabskatorte
Entgegen ihrem Namen ist die Rabskatorte (kroatisch Rabska torta, bzw. Rapska torta) ein meist schneckenförmiger Kuchen, der von der kroatischen Insel Rab stammt. Die Hauptzutaten sind Mandeln und Maraschino-Kirschlikör. Statt letzterem wird manchmal auch ein Likör aus Rosenblüten verwendet. Aufgrund der Mandeln wird der Kuchen traditionell besonders zur Weihnachtszeit gebacken.

## Ursprung
Eine mit diesem Kuchen verbundene Erzählung besagt, die Rabskatorte sei erstmals 1177 Papst Alexander III. zu Ehren hergestellt worden, als dieser in Rab weilte. Nonnen aus dem Kloster des Heiligen Antonius sollen sie zubereitet haben.
Die älteste bekannte schriftliche Aufzeichnung des Rezepts wurde Ende des 19. Jahrhunderts im Benediktinerinnenkloster St. Andreas in Rab verfasst.

## Rezeption
Die Kunst der Zubereitung des Kuchens ist unter der Nummer Z-7348 im Register der Kulturgüter der Republik Kroatien eingetragen.
2020 wurde der Kuchen als Motiv auf einer kroatischen Briefmarke abgebildet.